# PIF1
PIF1 är en gen som kodar för ett helikas, ett protein som öppnar upp en DNA-sträng för att DNA ska kunna dubbleras i DNA-replikationen.
Detta helikas tros även vara en tumörsuppressor då mutationer som tar bort dess funktion kopplas till bland annat bröstcancer. Det humana PIF1-helikaset tros även hämma telomerasaktiviteten. Mutationer som förstör helikasets funktion får konsekvenser i både cellkärnan och mitokondrien på grund av att helikasaktiviteten behövs för att öppna upp deras DNA.